# ANIMAL☆PANIC
《ANIMAL☆PANIC》是QUINCE SOFT在2019年12月20日發售的戀愛冒險類型成人遊戲。

## 故事簡介
住在祈之丘的白藤理人與妹妹白藤友菜原本過著和平的日常生活。某天，謎樣生物襲擊白藤兄妹，此時兔子妖精諾諾出現，並給了友菜變身的能力。事情解決之後，諾諾要理人跟友菜蒐集「願望的碎片」以防止大災難的降臨。

## 登場角色
白藤理人
作品男主角，祈之丘學園二年級生，對於個性內向的妹妹友菜十分擔心，並會滿足友菜的各項需要。普遍個性冷靜，但只要談到友菜的事情就會變得激動。
白藤友菜
理人的妹妹，一年級生，和理人並無血緣關係。個性內向且怕生，但只要下定決心就會把事情做到底。藉由妖精諾諾的力量變身時會長出兔耳和兔尾巴。
森乃日向
理人的學妹，友奈的好友。體型嬌小，總是充滿活力，運動神經極為優秀，喜歡的食物是蜂蜜。變身時會長出熊耳和熊尾巴。
木咲栞（聲：如月萌音）
理人班級的班長，個性溫和且成熟的少女，對任何人都相當親切，興趣是讀書。藉由貓頭鷹的能力變身時，會長出翅膀且視力大幅上升。
水奈月瑠音（聲：柚木要）
理人的鄰座同學，在學校幾乎不與人交談，散發著神祕氣質的女孩，就讀祈之丘學園前曾住在海外。能夠藉由貓咪的能力變身。

## 主題曲
片頭曲
作詞：，作曲、編曲：，主唱：ave;new Project feat.佐倉紗織
片尾曲「Bloom」
作詞、作曲、編曲 a.k.a.dRESS，主唱：ave;new feat.佐倉紗織

## 外部連結
- ANIMAL☆PANIC官方網站（页面存档备份，存于）（日語）